# Коллобриер (кантон)
Коллобриер (фр. Collobrières) — упразднённый кантон на юго-востоке Франции, в регионе Прованс — Альпы — Лазурный Берег (департамент — Вар, округ — Тулон).

## Состав кантона
До марта 2015 года включал в себя 3 коммуны, площадь кантона — 239,65 км², население — 14 818 человек (2010), плотность населения — 61,83 чел/км².
| Коммуна        | Французское название | Площадь, км² | Население, чел. (2012) | Плотность, чел/км² |
| -------------- | -------------------- | ------------ | ---------------------- | ------------------ |
| Борм-ле-Мимоза | Bormes-les-Mimosas   | 97,32        | 7 698                  | 79                 |
| Коллобриер     | Collobrières         | 112,68       | 1 854                  | 16                 |
| Ле-Лаванду     | Le Lavandou          | 29,65        | 5 165                  | 174                |

29 марта 2015 года кантон официально упразднён согласно директиве от 27 февраля 2014: коммуна Коллобриер передана в состав кантона Ле-Люк, а коммуны Борм-ле-Мимоза и Ле-Лаванду административно переподчинены кантону Ла-Кро.